# Stages of a Long Journey
Stages of a Long Journey is het eerste live-album van de Duitse contrabassist Eberhard Weber.
In 2005 bestond het Theaterhaus in Stuttgart twintig jaar en in datzelfde jaar vierde Stuttgarter Eberhard Weber zijn 65ste verjaardag. Deze gebeurtenissen werden gecombineerd door Weber een tweetal concerten te laten geven in het kader van het Jazztage festival. Weber nodigde een aantal gastmusici uit en kreeg begeleiding van het Radio Symfonie Orkest Stuttgart SWR. De composities waarbij het orkest meespeelde kregen een bigbandachtige klank, voor het overige zijn de melancholieke zweverige basklanken, zo eigen aan Weber, alom vertegenwoordigd.

## Musici
- Gary Burton - vibrafoon
- Jan Garbarek - saxofoons (sopraan en tenor)
- Rainer Brüninghaus - piano en toetsen
- Marilyn Mazur - percussie
- Wolfgang Dauner - piano
- Reto Weber[1] - Hang
- Nino G - beatbox
- Radio Symfonie Orkest Stuttgart SWR onder leiding van Roland Kluttig

## Composities
1. Silent Feet (E. Weber) met Burton, Garbarek, Brüninghaus, Mazur en orkest
2. Syndrome (Carla Bley) met Burton, Garbarel, Brüninghaus en Mazur
3. Yesterdays (Jerome Kerr) met Dauner
4. Seven Movements (Weber) met Garbarek; daarna de Birthday Suite
5. The Colours of Chloë (E. Weber)
6. Piano transition (Brüninghaus)
7. Mauritius (E. Weber)
8. Percussion transition (Mazur)
9. Yellow Fields (E. Weber), door Burton, Garbarek, Brüninghaus, Mazur en orkest
10. Hang Around (Reto Weber); met Nino G, Reto Weber
11. The Last Stages Of A Long Journey (E. Weber) met de uitgebreide bezetting
12. Air (E. Weber), solo voor de jubilaris